# Treplin
Treplin là một đô thị ở huyện Märkisch-Oderland, bang Brandenburg, Đức. Đô thị này có diện tích 11,24 km², dân số thời điểm 31 tháng 12 năm 2006 là 425 người.